# USS Baton Rouge (SSN-689)
USS Baton Rouge (SSN-689) – amerykański okręt podwodny typu Los Angeles, wprowadzony do służby w latach 70. XX wieku.
11 lutego 1992 zderzył się z rosyjskim K-276.
Po ponad siedemnastu latach służby, jako pierwsza jednostka swojego typu, został wycofany ze służby i przeszedł proces rozebrania.